# You & Me (Superfly의 노래)
〈You & Me〉는 슈퍼플라이가 2011년 3월 25일에 발매한 디지털 싱글이다.
"You & Me"는 3월 11일 발생한 동일본 대지진 피해자를 위해, 보컬 오치 시호가 스스로 제작한 곡이다. 3월 19일, 공식 홈페이지에서 발표되어 유튜브에서 〈Sunshine Sunshine ~a cappella ver.~〉과 함께 게재되었다. 편곡은 오치 자신의 피아노 연주되었다.

## 수록곡
전체 작사·작곡: 오치 시호. 전체 편곡: 오치 시호
| #  | 제목         | 작사      | 작곡      | 편곡      | 재생 시간 |
| -- | ------------ | --------- | --------- | --------- | --------- |
| 1. | 〈You & Me〉 | 오치 시호 | 오치 시호 | 오치 시호 |           |